# Artur Wojdat
Artur Wojdat (* 20. Mai 1968 in Olsztyn) ist ein ehemaliger polnischer Schwimmer. Der 1,94 m große Freistilschwimmer war der zweite polnische Schwimm-Weltrekordler nach Marek Petrusewicz, erster polnischer Medaillengewinner bei Olympischen Spielen und zweifacher Europameister.

## Erfolge
Wojdat schwamm für Olimpia Posen (polnisch: Olimpia Poznań) sowie für die kalifornischen Mission Viejo Nadadores und die University of Iowa.
Sein vielleicht wichtigstes internationales Resultat war die Bronzemedaille im 400-Meter-Freistilrennen bei Olympia 1988 in Seoul in 3:47,34 min hinter dem einen Weltrekord aufstellenden Uwe Daßler (DDR, 3:46,95) und Duncan Armstrong (Australien, 3:47,15), dem Sieger über 200 m. Noch am 25. März 1988 hatte Wojdat in Orlando den 400-Meter-Freistilweltrekord in 3:47,38 gebrochen. Er trat in Seoul auch über 200 m Freistil an, wo er Vierter wurde, und über 1500 m, über die er im Vorlauf ausschied. Mit der 4-mal-200-Meter-Freistilstaffel seines Landes gelang der Einzug ins Finale nicht. Bei Olympia 1992 in Barcelona konnte er weder über 200 noch über 400 m den Endlauf erreichen.
Bei Schwimmweltmeisterschaften sprangen für Wojdat zwei Bronzemedaillen heraus, und zwar über 200 und über 400 m Freistil 1991 in Perth (200 m: 1:48,70; hinter Giorgio Lamberti und Steffen Zesner – 400 m: 3:49,67; hinter Jörg Hoffmann und Stefan Pfeiffer). Bei den Kurzbahnweltmeisterschaften 1993 in Palma gab es erneut Bronze über 200 m, diesmal hinter Antti Kasvio und Trent Bray.
Europameister wurde Wojdat bei den Schwimmeuropameisterschaften 1989 in Bonn über 400 m, diesmal vor Stefan Pfeiffer, und 1991 in Athen über 200 m Freistil vor Lamberti.
In Polen wurde Wojdat im Zeitraum von 1985 bis 1991 insgesamt 20-mal Polnischer Meister und erzielte 37 Polnische Rekorde auf der 50-Meter-Bahn und 17 auf der Kurzbahn.

## Persönliche Bestzeiten
| - 25-m-Bahn - 050 m – 23,27 - 0100 m – 50,07 - 0200 m – 1:45,53 - 0400 m – 3:45,36 - 0800 m – 7:58,41 - 1500 m – 15:10,61 | - 50-m-Bahn - 050 m – 23,64 - 0100 m – 51,06 - 0200 m – 1:47,96 - 0400 m – 3:47,34 - 0800 m – 7:57,59 - 1500 m – 15:24,85 |